# Дуктилност
Дуктилност е мярка за способността на дадено вещество да понася пластична деформация, преди да се разруши, което може да се изрази като процентово удължаване или процентово смаляване на площта при тест на опън. В общия случай, дуктилният материал трябва да има измерима якост на опън, при която започва невъзстановима пластична деформация.
В строителното инженерство, под дуктилност често се разбира адаптивността на конструкцията да развива пластични деформации, като в същото време разсейва сеизмична енергия.
Дуктилността може да се окачестви като опънът на пречупване {\displaystyle \varepsilon _{f}}, което е деформацията, при която образецът се счупва по време на униаксилен тест на опън. Друга често използвана мярка е намаляването на областта на пречупване {\displaystyle q}. Дуктилността на стоманата варира в зависимост от легиращите съставки. Понижаването на нивата на въглерода увеличава дуктилността. Много пластмаси и аморфни тела също са дуктилни.
Температурата на преход между чупливост и дуктилност на даден метал е температурата, при която енергията на счупване преминава под определена стойност (за стомани обикновено 40 J). Тази температура е важна, тъй като щом веднъж материалът се охлади под нея, той става много по-склонен да се строши при удар, вместо да се огъне или деформира. Въпросната температура трябва да се взима предвид при избирането на материали, които ще бъдат подлагани на механично напрежение, особено при строителството в сеизмично активни райони. У някои материали преходът е много по-рязък, отколкото у други. Най-точният метод за измерване на температурата на преход е чрез ударни тестове.